# Pierre Vésinier
Pierre Vésinier, né à Mâcon (Saône-et-Loire) le 5 juillet 1824 et mort dans le 20e arrondissement de Paris le 10 juin 1902, est une personnalité de la Commune de Paris.

## Biographie
Pierre Vésinier est né à Mâcon le 5 juillet 1824,.
Journaliste à Mâcon puis à Paris, il est proscrit après le coup d'État de Louis-Napoléon Bonaparte le 2 décembre 1851. Il s'installe à Genève d'où il est expulsé, puis à Bruxelles et enfin à Londres. Il publie des caricatures contre Napoléon III, l'impératrice Eugénie et le pape Pie IX. En 1867, il est condamné à dix-huit mois de prison par un tribunal belge. En 1864, il adhère à l'Association internationale des travailleurs.
Il revient à Paris après la proclamation de la République le 4 septembre 1870. Pendant le siège de Paris par les Allemands (septembre 1870 - mars 1871), il est élu commandant d'un bataillon de la Garde nationale. Il participe à l'insurrection du 31 octobre 1870 contre la politique du Gouvernement de la Défense nationale. Après la proclamation de la Commune le 26 mars 1871, il lance le journal Paris libre. Aux élections complémentaires du 16 avril 1871, il est élu au Conseil de la Commune par le Ier arrondissement ; il siège à la commission des Services publics et devient directeur du Journal Officiel le 12 mai. Il vote pour la création du Comité de Salut public. Après la Semaine sanglante il se réfugie à Londres. Il publie en 1871 une Histoire de la Commune de Paris, où il règle ses comptes avec ses anciens camarades.

## Publications
- Les Amours de Napoléon III, 1863
- Le Martyr de la liberté des nègres, ou John Brown, le Christ des noirs, 1864
- La Vie du nouveau César, étude historique. L'écrivain, le publiciste et le réformateur, 1865 Texte en ligne
- L'Histoire du nouveau César, Louis-Napoléon Bonaparte conspirateur : Strasbourg et Boulogne, 1865 Texte en ligne
- L'Histoire du nouveau César, Louis-Napoléon Bonaparte représentant et président, 1866
- Le Mariage d'une espagnole, 1866
- Mœurs impériales, royales et papales. Le mariage de la cousine de l'Espagnole, 2 vol., 1868
- Histoire de la Commune de Paris, 1871 Texte en ligne

### Notices biographiques
- Jules Clère, Les hommes de la Commune : Biographie complète de tous ses membres, Paris, Libraire-éditeur É. Dentu, 1871, xiv-195, 1 vol. in-18 (OCLC 457798492, lire en ligne sur Gallica), p. 187-189
  - Jules Clère, Les hommes de la Commune : Biographie complète de tous ses membres, Paris, Libraire-éditeur É. Dentu, 1871, 4e éd. (1re éd. 1871), vi-215, 1 vol. in-18 (lire en ligne sur Gallica), p. 206-208
- Paul Delion, Les membres de la Commune et du Comité central, Paris, A. Lemerre éditeur, août 1871, 446 p. (lire en ligne sur Gallica), p. 238-243
- Bernard Noël, Dictionnaire de la Commune, Coaraze, L'Amourier éditions, coll. « Bio », avril 2021 (1re éd. 1971), 722 p. (ISBN 978-2-36418-060-4, ISSN 2259-6976, présentation en ligne), p. 782-783
- « Notice Vésinier Pierre », sur maitron.fr, Le Maitron, dictionnaire bibliographique du mouvement ouvrier et du mouvement social, Association Les Amis du Maitron (consulté le 23 août 2021)